# Hardegsen
Hardegsen is een gemeente en plaats (Kleinstadt) in de Duitse deelstaat Nedersaksen, gelegen in het Landkreis Northeim. De gemeente telt 7.584 inwoners.

## Geografie
Hardegsen heeft een oppervlakte van 84 km² en ligt in het noorden van Duitsland.

## Plaatsen in de gemeente Hardegsen
- Asche, ca. 380 inwoners
- Ellierode, ca. 460
- Ertinghausen, ca. 140
- Espol, ca. 220
- Gladebeck, ca. 1.250
- Hettensen, ca. 830
- Hevensen, ca. 570
- Lichtenborn, r ca. 160
- Lutterhausen, ca. 270
- Trögen, ca. 320
- Üssinghausen, ca. 150

- Gemeinsame Normdatei: 4329620-8
- Library of Congress Control Number: n87848246
- Nationale Bibliotheek van Israël: 987007560143005171
- Virtual International Authority File: 143163136
- WorldCat: E39PBJycPwMKXyr73tXkDf3G73

Bad Gandersheim · 
Bodenfelde · 
Dassel · 
Einbeck · 
Hardegsen · 
Kalefeld · 
Katlenburg-Lindau · 
Moringen · 
Nörten-Hardenberg · 
Northeim · 
Uslar